# Heinrich Wilhelm von Wendt
Heinrich Wilhelm von Wendt (* vor 1650; † 7. Januar 1703 in Minden) war Dompropst in Minden und Domherr in verschiedenen Bistümern.

## Leben
Heinrich Wilhelm von Wendt entstammte als Sohn des fürstlichen Kämmerers Matthias von Wendt und dessen Gemahlin Mathilde von Leerodt dem westfälischen Adelsgeschlecht von Wendt. Er war der Neffe des Dompropstes Karl Franz von Wachtendonk.
Am 25. Juni 1664 erhielt Heinrich Wilhelm in Speyer eine Dompräbende, auf die zuvor der Domherr Theodor von Plettenberg verzichtet hatte. Im Jahre 1677 verzichtete er hier zugunsten des Plato Amelung von Chalon. Die Aufschwörung zum Domherrn in Osnabrück fand im Jahre 1673 statt. Durch den Verzicht des Domherrn Hermann von der Recke kam Heinrich Wilhelm im Jahre 1674 in den Besitz einer münsterschen Präbende. Zuvor war ihm am 22. April des Jahres eine Dompräbende in Hildesheim durch den Kurfürsten Maximilian Heinrich erteilt worden. 1683 bzw. 1688 kam er in den Besitz des Oblegiums Schmalamt und der Obedienz Blasii sive Sommersehl. Heinrich Wilhelm war Subdiakon und Propst sowohl von St. Martini in Münster als auch Dompropst in Minden. Er fand seine letzte Ruhestätte im Mindener Dom.